# خوسيه روبرتو ماركيز
خوسيه روبرتو ماركيز (بالبرتغالية: José Roberto Marques‏) (31 مايو 1945 بساو باولو في البرازيل - 7 مايو 2016 في البرازيل) هو لاعب كرة قدم برازيلي في مركز الهجوم، شارك في الألعاب الأولمبية الصيفية 1964. وشارك مع منتخب البرازيل لكرة القدم. أما مع النوادي، فقد لعب مع أتلتيكو باراناينسي ونادي ساو باولو ونادي غواراني ونادي كوريتيبا ونادي كورينثيانز وأتلتيكا فرانكانا ‏.

## وصلات خارجية
- خوسيه روبرتو ماركيز على موقع الاتحاد الدولي (مؤرشف)  (الإنجليزية)
- خوسيه روبرتو ماركيز على موقع قاعدة بيانات كرة القدم.إي يو (الإنجليزية)
- خوسيه روبرتو ماركيز على موقع أوليمبيديا (الإنجليزية)